# Lilla silver

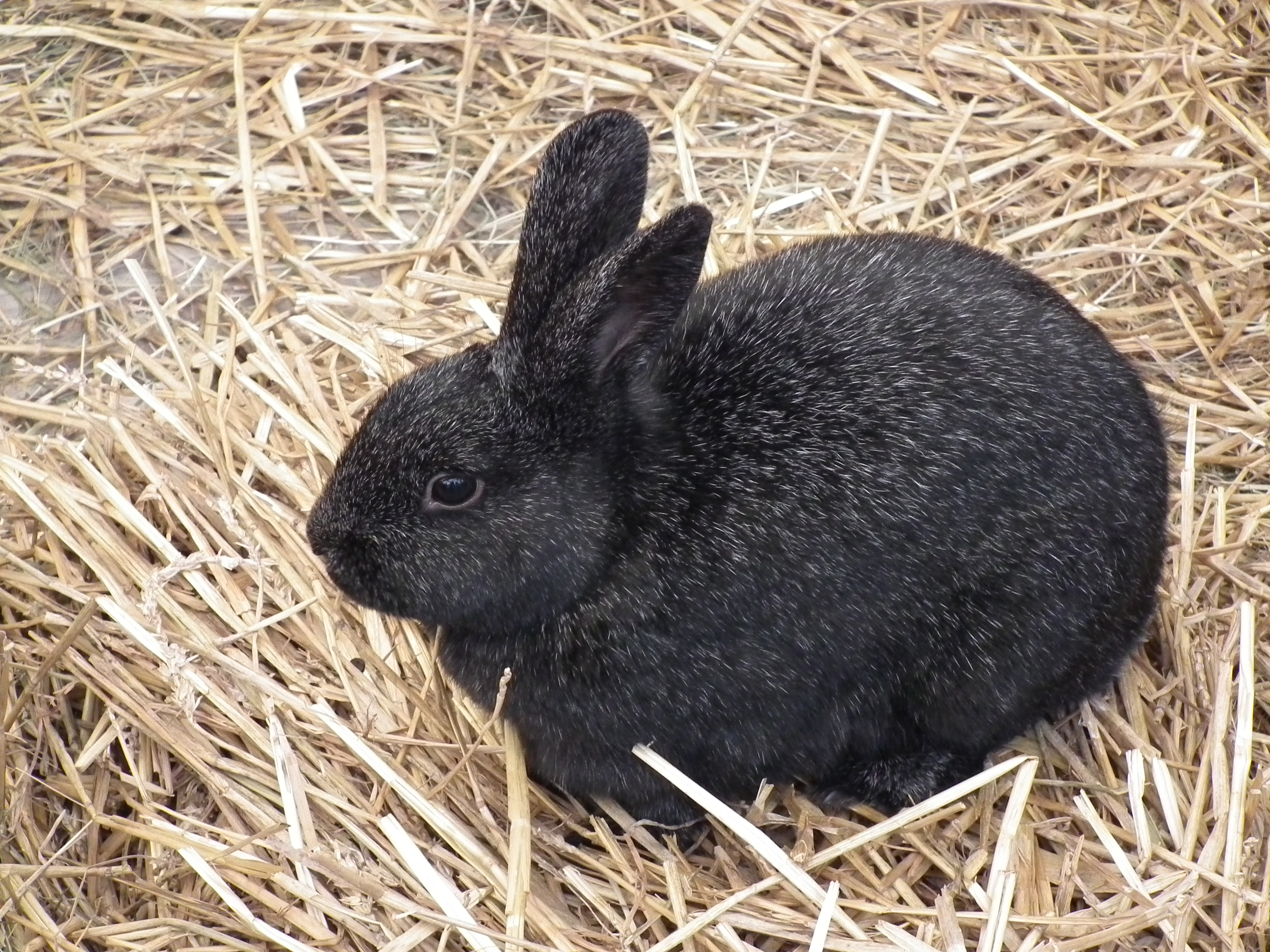
Lilla silver svart

Lilla silver är en av de två varianter av kaninrasen silverkanin som finns i Sverige. Den andra varianten är Stora silver. Silverkaninen härstammar från Orienten och räknas till de äldsta raserna. Den är inte framavlad genom korsning av andra raser som är vanligt bland andra kaniner, utan har uppstått genom en mutation. Enligt engelska uppfödare är hemlandet för silverkaninen Bortre Indien i Siam och Birma.

## Färg
Silverkaninens färg var från början svart, med blåsvart underull och jämnt fördelade silverskimrande täckhår. Täckhåren saknar pigment och skapar därför kaninens karaktäristiska silverlyster.I Sverige finns silverkaninen godkänd i färgerna svart, blå, brun, viltgul och viltgrå.
Lilla Silver är en kaninras som räknas som världens äldsta enskilda ras.

## Rasprägel
Lilla silver hör till små raser och liknar i utseendet en hermelinkanin fast i större format.
Den väger mellan 2,3 och 3,2 kg. Dess öron ska vara väl behårade och stå styvt upprättstående. Halsen ska vara kort och man ska få uppfattningen att huvudet sitter direkt på kroppen. Hakpåse är inte tillåtet. Kroppsformen ska vara kort och kaninen ska vara harmoniskt byggd utan kantigheter och framträdande partier. Trots att Lilla Silver är liten är den ganska livlig och rekommenderas därför inte som keldjur till barn. De är väldigt duktiga mödrar och tar väl hand om sina ungar. De har vacker päls och olika lager färg i pälsen. Tittar man exempelvis längst ned i hårbottnen så har den en annan färg.